# Сурьмяная кислота
Сурьмяная кислота — неорганическое соединение оксида сурьмы и воды. Сурьмяная кислота существует в растворе в нескольких формах, например, гексагидроксосурьмяная H[Sb(OH)6]. При осаждении получают гель с переменным содержанием воды, при длительном высушивании — нерастворимую метасурьмяную кислоту HSbO3. Соли сурьмяной кислоты называются антимонатами (антимониатами) или оксистибатами.

## Получение
- Окислением азотной кислотой:

{\displaystyle {\mathsf {3Sb+5HNO_{3}\ {\xrightarrow {\ }}3HSbO_{3}+5NO\uparrow +H_{2}O}}}
- Взаимодействием её солей с кислотами:

{\displaystyle {\mathsf {K[Sb(OH)_{6}]+HCl\ {\xrightarrow {\ }}H[Sb(OH)_{6}]+KCl}}}

## Химические свойства
- Реагирует с щелочами:

{\displaystyle {\mathsf {H[Sb(OH)_{6}]+NaOH\rightarrow Na[Sb(OH)_{6}]+H_{2}O}}}

## Производные
Соли cурьмяной кислоты называются антимонатами, например:
- Антимонат свинца(II)
- Пироантимонат свинца(II)